# Rudolf Falb

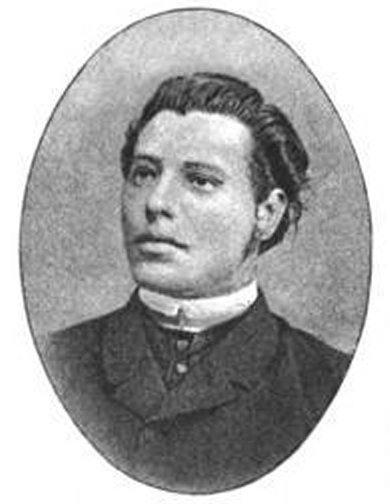
Rudolf Falb

Rudolf Falb

Rudolf Falb (* 13. April 1838 in Obdach in der Steiermark; † 29. September 1903 in Schöneberg) war ein österreichischer, seit 1887 deutscher Forscher, der sich mit Erdbeben und Meteorologie beschäftigte.

## Leben
Falb besuchte 1850–1854 die Klosterschule in Stift St. Lambrecht, studierte in Universität Graz Theologie, wurde zum Priester geweiht und war dann in der Seelsorge tätig. Später wurde er Lehrer und studierte in Prag Mathematik, Physik und Astronomie sowie in Wien Geologie.
1872 trat Falb zum Protestantismus über. Bereits 1868 hatte er die populäre astronomische Zeitschrift Sirius gegründet, als deren Herausgeber er bis 1877 fungierte. Zwischen 1877 und 1880 bereiste er für vulkanologische und archäologische Studien Süd- und Nordamerika. 1887 siedelte er nach Leipzig und später nach Berlin über.
Auf Grundlage seiner naturwissenschaftlichen Studien entwickelte eine neue Erdbebentheorie, die von der Fachwelt allerdings sehr kritisch bewertet wurde. Falb machte die Konstellation von Sonne und Mond für die Bewegungen des flüssigen Magmas verantwortlich.
Die Gegnerschaft der Fachwelt hinderte ihn nicht daran, zudem eine Wettertheorie zu entwickeln, aus der er Voraussagen des Wetters über lange Monate hinweg ableitete. Hierüber gab er einen meteorologischen Kalender heraus, in dem er bestimmte Tage als „kritische Tage erster Ordnung“ bezeichnete. In späteren Jahren befasste er sich mit Sprachwissenschaft und konstruierte einen Zusammenhang zwischen den altmexikanischen Sprachen und dem Hebräischen. In wenigen Jahren entstand eine über die ganze Welt verbreitete Anhängerschaft, die seine Theorien mit großer Verehrung übernahm und die Falb auch in einer Notsituation mit einer Spendenaktion aus der Bedrängnis half. Er gehörte dem Bund der Freimaurer an.
Zusammen mit Arthur Brehmer, der unter dem Pseudonym Charles Blunt schrieb, verfasste Falb den Zukunftsroman Der Weltuntergang (1899), in dem die Erde durch den Zusammenstoß mit einem Kometen vernichtet wird.
Rudolf Falb starb am 29. September 1903 im Alter von 65 Jahren in Schöneberg bei Berlin an einer Lungenentzündung. Die Beisetzung fand auf dem Kirchhof der Dorfkirche Schöneberg statt. Das Grab ist nicht erhalten.
Sein ältester Sohn Otto setzte Falbs Arbeiten an der Herausgabe der meteorologischen Kalender fort; sein zweiter Sohn Alfred, ein deutschvölkischer Schriftsteller, starb im Jahre 1925 an einer Kopfverletzung, die er sich während des Ersten Weltkrieges zugezogen hatte, im Alter von 36 Jahren.

## Schriften
- Grundzüge zu einer Theorie der Erdbeben und Vulkanausbrüche. Graz 1870. (Nachdruck 2016, ISBN 978-3-7411-7140-6)
- Gedanken und Studien über den Vulkanismus. Graz 1875. (Nachdruck 2012, ISBN 978-3-8460-1276-5)
- Sterne und Menschen. Wien 1882.
- Von den Umwälzungen im Weltall. Wien 1881.
- Das Land der Inka in seiner Bedeutung für die Urgeschichte der Sprache und Schrift. Leipzig 1883. Nachdruck des Originals: Ravenna Presse im März Verlag, Herbstein 1984, DNB 205722709.
- Wetterbriefe. Wien 1883. (Nachdruck 2013, DNB 1081545895)
- Das Geheimnis der Freimaurer und der Spiritismus. Eine wissenschaftliche Untersuchung. Wien 1884.
- Das Wetter und der Mond. Eine meteorologische Studie. 2., vermehrte Auflage. Wien 1892. (Nachdruck 2017, DNB 1176326570)
- Kritische Tage, Sintflut und Eiszeit. Wien 1895.
- mit Charles Blunt (d. i. Arthur Brehmer): Der Weltuntergang. Roman. Wien 1899.